# Fred Vinson
Frederick O'Neal «Fred» Vinson (Murfreesboro, Carolina del Norte, 28 de enero de 1971) es un exjugador y entrenador de baloncesto estadounidense que jugó dos temporadas en la NBA, además de hacerlo en ligas menores de su país, en Venezuela y en ligas europeas. Con 1,93 metros de estatura, lo hacía en la posición de base.

## Trayectoria deportiva

### Universidad
Tras pasar dos años en la Chowan University, jugó durante dos temporadas con los Yellow Jackets del Instituto de Tecnología de Georgia, en las que promedió 7,0 puntos y 2,5 rebotes por partido.

### Profesional
Tras no ser elegido en el Draft de la NBA de 1994, jugó en la USBL hasta que firmó poco después como agente libre con los Atlanta Hawks, con los que disputó cinco partidos, anotando un total de cuatro puntos, siendo posteriormente despedido.
Tras ese breve paso por la NBA, regresó a las ligas menores de su país, jugando también un año en el Maccabi Giv'at Shmuel de la liga israelí. En 1999 firmó contrato por un año con los Seattle SuperSonics, con los que jugó 8 partidos en los que promedió 1,6 puntos.
Posteriormente jugaría en la liga venezolana con el equipo de Guaiqueries de Margarita, y en la liga polaca con el Śląsk Wrocław, equipo con el que disputó la Euroliga de 2002, promediando 7,2 puntos y 2,7 rebotes por partido.
En 2003 fichó por el SLUC Nancy Basket de la liga francesa, donde jugó una temporada en la que promedió 13,0 puntos y 2,8 rebotes por partido. Jugó tres temporadas más como profesional, en las que alternó Venezuela y ligas menores.

### Entrenador
Tras dejar el baloncesto en activo, en 2008-09 fichó como entrenador asistente de Mike Dunleavy en Los Angeles Clippers, donde permaneció dos temporadas, pasando posteriormente a desempeñar el mismo puesto en los New Orleans Hornets a las órdenes de Monty Williams, puesto que ocupa en la actualidad, ya con la denominación de Pelicans.
Tras 14 temporadas en New Orleans, de cara a la 2024-25, firma con Detroit Pistons como asistente de JB Bickerstaff.

## Estadísticas de su carrera en la NBA

### Temporada regular
| Temporada | Edad | Equipo              | Liga | Pos. | P  | TIT | MIN | TC  | TCA | %TC  | 3P  | 3PA | %3P  | 2P  | 2PA | %2P  | TL  | TLA | %TL   | R.OF. | R.DEF. | REB | ASIS | ROB | TAP | PER | FP  | PTS |
| 1994-95   | 24   | Atlanta Hawks       | NBA  | SG   | 5  | 0   | 5.4 | 0.2 | 1.4 | .143 | 0.2 | 1.2 | .167 | 0.0 | 0.2 | .000 | 0.2 | 0.2 | 1.000 | 0.0   | 0.0    | 0.0 | 0.2  | 0.0 | 0.0 | 0.4 | 0.8 | 0.8 |
| 1999-00   | 29   | Seattle SuperSonics | NBA  | SG   | 8  | 0   | 5.0 | 0.6 | 2.1 | .294 | 0.3 | 0.9 | .286 | 0.4 | 1.3 | .300 | 0.1 | 0.3 | .500  | 0.0   | 0.1    | 0.1 | 0.0  | 0.4 | 0.0 | 0.5 | 0.3 | 1.6 |
| Total     |      |                     | NBA  |      | 13 | 0   | 5.2 | 0.5 | 1.8 | .250 | 0.2 | 1.0 | .231 | 0.2 | 0.8 | .273 | 0.2 | 0.2 | .667  | 0.0   | 0.1    | 0.1 | 0.1  | 0.2 | 0.0 | 0.5 | 0.5 | 1.3 |